# Dicrurus ludwigii
Dicrurus ludwigii là một loài chim trong họ Dicruridae.
Đây là loài định cư phổ biến ở các vùng phía nam châu Phi.
Chúng ăn côn trùng này thường được tìm thấy trong rừng hoặc bụi rậm. Chúng là loài chim hung dữ và không biết sợ, với kích thước nhỏ bé, ở mức 19 cm và sẽ tấn công các loài lớn hơn nhiều nếu tổ hoặc con non của chúng bị đe dọa.